# クリスティアン・ポウルセン
クリスティアン・ポウルセン（Christian Poulsen, 1980年2月28日 - ）は、デンマーク出身の元サッカー選手。元デンマーク代表。現役時代のポジションはミッドフィールダー。

## クラブ経歴
ホルヴェクという街にあるHolbæk B&Iでキャリアをスタート、17歳でプロデビューを果たす。弱小クラブの一員ではあったが、19歳以下のデンマーク代表に選ばれるなどで若い頃から注目を浴びていた。しかしチームが財政難のためにトライアルを経てFCコペンハーゲンへと売り渡される。
FCコペンハーゲンでは移籍初年度のリーグ優勝に貢献するなどチームの核となり大活躍、一躍デンマークのスターになる。さらに、この年のUEFAカップでの活躍を認められシャルケ04に移籍した。シャルケ04でもコペンハーゲン時代同様チームの中心へと成長、デンマーク最優秀選手に選出されるなどさらなるステップアップを見せた。
2006年冬にはビジャレアルとの4年契約を結び移籍が決まっていたが、夏に更に良い待遇を提示したACミランに移籍することを発表。双方の主張が入り乱れて移籍問題が発生し物議を醸す結果となった。このため、表向きにはミランのフィットネステストに失格したことにより両チームが獲得を見送るという形で決着した。また、当時のミランにはCL以来犬猿の仲であるジェンナーロ・ガットゥーゾとカカが在籍していたことからミランが獲得をためらったともされている。その後、セビージャFCへと移籍した。
2007-08シーズン終了後、セビージャのチームメイト、セイドゥ・ケイタ、ダニエウ・アウヴェスと共にスペインのFCバルセロナへの移籍が噂されていたが、一転イタリアのユヴェントスに975万ユーロの移籍金で移籍した。
2008-09シーズン前のプレシーズンマッチでは評価が上々だったポウルセンではあるが、いざシーズンに入ると良いパフォーマンスを見せられなくなり、出場機会も激減した。 そのためシーズン終了後、ポウルセンはギリシャやトルコのクラブへ放出されそうになった。 しかし、本人が頑なに拒んで（本人はプレー機会のため移籍も考慮していたが、妻が生活レベルが低下する国を嫌ったという）ユヴェントスに残留することとなった。その身代わりとして活躍はしていたが怪我がちなクリスティアーノ・ザネッティがフィオレンティーナに放出され、クラブの取捨選択が議論の的となった。 ただ、ポウルセンは我がままを通しただけというわけではなく、一時的に戦力外通告されても練習に真摯に取り組む姿勢をクラブ側が評価したという面もある。
2010年8月12日、リヴァプールFCに移籍した。移籍金は450万ポンド。後にユヴェントスにはアルベルト・アクイラーニが移籍しており実質的なトレードとなった。ロイ・ホジソン監督の下ではレギュラーとして活躍したが、ケニー・ダルグリッシュ監督が就任したころには、若手のジェイ・スピーリングに定位置を奪われていた。
2011年8月31日、フランスのエヴィアン・トノン・ガイヤールFCに移籍した。なおこの移籍でフロリン・ラドチョウ以来2人目となる、ヨーロッパ主要5リーグすべてのリーグでプレーする選手となった。
2012年8月22日、オランダのアヤックス・アムステルダムに2年契約で移籍した。2014年6月30日、契約満了によりアヤックスを退団。
2014年9月30日、14年ぶりにFCコペンハーゲンに復帰したが、シーズン終了後に退団。
2016年12月30日、代理人であるヨルン・ボネッセンがデンマーク紙『エクストラ・ブラデット』の取材に対し、現役引退を表明していたことが明らかとなった。

## 代表経歴
代表としては2001年のオランダ戦にて初キャップ、この試合で堂々のプレーを見せ代表定着を果たす。2002 FIFAワールドカップ、UEFA EURO 2004に出場し、それぞれベスト16・ベスト8入りを果たしている。2010 FIFAワールドカップでもレギュラーとして活躍したが、UEFA EURO 2012予選の途中からコンディション不良が目立つようになり、ニキ・ジムリングにポジションを奪われた。エヴィアンでのハイパフォーマンスが評価され、UEFA EURO 2012のエントリーメンバー23人に選出された。しかしジムリングからポジション奪取には至らなかった。2012年8月6日に代表引退を表明した。

## 指導者歴
2019年7月1日、かつて在籍したアヤックスのアシスタントコーチに就任。

## エピソード
- UEFA EURO 2004では彼の執拗なマークを受け苛ついていたフランチェスコ・トッティに唾を吐きかけられ、トッティが3試合出場停止処分を受けた。しかし、CLのシャルケ対ACミラン戦において彼の執拗なラフプレーを受けたカカは、この時のトッティの気持ちに同調するような発言をしている。
- UEFA EURO 2008予選・スウェーデン戦において3-3の同点の場面でペナルティーエリア内で相手選手の腹を殴って退場(さらにPK)になった判定をめぐって、観客が主審に殴りかかり没収試合になる発端を作った。その後、ポウルセンは3試合の出場停止に。0-3から追い上げたデンマークだったが本大会出場は厳しい状況に陥った。

## 代表歴

### 出場大会
- デンマーク代表
  - 2002 FIFAワールドカップ
  - 2010 FIFAワールドカップ

### 試合数
- 国際Aマッチ 92試合 6得点（2001年-2012年）[6]

| デンマーク代表 | 国際Aマッチ | 国際Aマッチ |
| 年             | 出場        | 得点        |
| -------------- | ----------- | ----------- |
| 2001           | 1           | 0           |
| 2002           | 10          | 0           |
| 2003           | 5           | 0           |
| 2004           | 10          | 0           |
| 2005           | 10          | 2           |
| 2006           | 8           | 0           |
| 2007           | 8           | 0           |
| 2008           | 8           | 2           |
| 2009           | 11          | 1           |
| 2010           | 10          | 1           |
| 2011           | 8           | 0           |
| 2012           | 3           | 0           |
| 通算           | 92          | 6           |

## タイトル
クラブ
FCコペンハーゲン
- デンマーク・スーペルリーガ 2000-01
- デンマーク・カップ 2014-15

シャルケ04
- DFLリーガポカール 2005

セビージャFC
- コパ・デル・レイ 2006-07
- UEFAヨーロッパリーグ 2006-07
- UEFAスーパーカップ 2006
- スーペルコパ・デ・エスパーニャ 2007

アヤックス・アムステルダム
- エールディヴィジ 2012-13, 2013-14
- ヨハン・クライフ・スハール 2013